# Zatrephes funebris
Zatrephes funebris là một loài bướm đêm thuộc phân họ Arctiinae, họ Erebidae.